# Харада Саносуке
Харада Саносуке (транслит. ; 1840 – 6. јул 1868) био је јапански самурај касног Едо периода. Био је десети капетан Шинсенгумија. Погинуо је током Бошин рата.

## Младост
Харада је рођен у породици ниже класе самураја који су служили и били део Ијо-Мацујама области (данашњи град Мацујама).  Био је борац са копљем и тренирао је "Хозоин-рју" стил борбе. Док је боравио у Мацујами у једном тренутку је био исмеван као особа која није упозната са процесом правилног извођења ритуала сепуку,што је изазвало Хараду да докаже супротно. Извукао је бодеж и јавно направио рез али је рана била сувише плитка па је Харада без икаквих последица преживео. Остало је записано да је Харада често показивао свој ожиљак хвалећи се својим поступком. Нагађа се да је тај поступак утицао на Хараду да изабере грб своје породице (круг са хоризонталном цртом „мару ни ичимонџи“ 丸に一文字) са својим ожиљком у виду. Након што је напустио област Мацујама, одлази за Едо где среће Конда Исамија и почиње да вежба у његовом „Шиеикан“ доџоу.

## Период у Шинсенгумију
Године 1863. Харада, заједно са Кондом и остатком пријатеља из Шиеикана придружује се јединици Рошигуми. Недуго затим, Кондо и Серизава Камо се одвајају од групе и оснивају јединицу Шинсенгуми.
Нешто касније, кад је јединица нарасла Харада постаје десети капетан Шинсенгумија. Једно време је вежбао у доџоу Танија Санџуроа кога је повезао са јединицом па Тани постаје седми каетан исте. Док је био у Кјоту, Харада се жени локалном женом по имену Маса са којом живи у непосредној близини Шинсенгуми базе у Ниши-Хонгаџи. Пар је имао сина кога Харада именује Шигеру („Shigeru“ 茂) чије се име пише карактером који има у имену и шогун Токугава Ијемочи (家茂) што говори о великој лојалности које је Харада имао према шогунату. Заменик главног команданта, Хиџиката Тошизо имао је великог поверрења у Хараду и због тога је био уплетен у велики број важних мисија које су захтевале потпуни успех. Сматра се да је био умешан у убиство Серизаве Камоа (једног од главних командира Шинсенгумија), убиство Учијаме Хикоџира, нападу на гостионицу Икедаја али и да је имао удела у елиминацији Ито Кашитароа и његове Кодаиџи фракције. Са остатком јединице постао је 1867. хатамото самурај – шогунов непосредни вазал који одговара само њему.
У једном тренутку га је Ито Кашитаро оптужио да је убио Сакамота Рјому. Ова изјава је још више допринела мистерији овог убиства будући да се до данашњих дана још увек не зна починилац овог дела. За његову смрт погубљен је Кондо Исами али је касније Имаи Нобуо изјавио да су Сакамота убили припадници Мимаваригумија (још једне полиције Тоугава шогуната који су деловали под наређењима хатамото самураја Сасакија Тадасабура.
Током Бошин рата Харада, заједно са остатком Шинсенгумија, борио се у првој бици на Тоба-Фушими. Након тога он и његова породица одлазе из Кјота за Едо да би се касније прикључио бици на Кошу-Кацунуми у којој је био поражен и натеран да се повуче. Током овог пораза Харада и Нагакура Шинпачи напуштају Шинсенгуми након неслагања а Кондом и Хиџикатом. Судећи по Нагакуриним записима, Кондо је желео да га преживели чланови наставе пратити у борби што су Нагакура, Харада и још део људи одлучно одбили. Одвојена група са Харадом одлази и оснива нову по имену Сеихеитаи. Сеихеитаи одлази из Еда убрзо након предаје Едо замка и одлази за север у нади да ће учествовати у борбама округа Аизу.

## Смрт
Након што је група Сеихеитаи отишла из Еда, Харада је желео да види жену и дете па се поново враћа за град. У немогућности да поново оде из града придружује се јединици Шогитаи који су такође били на страни Токугава режима. Током битке за Уено Харада бива озбиљно рањен од непријатељске ватре, а два дана касније умире од рана у резиденцији хатамото самураја Џинбо Јамаширо но ками.
Постоји гласина да Харада није умро 1868. године, већ да је пребегао за Кину и постао део бандита који су на коњима пресретали своје жртве. Постоји и извештај о једном старом Јапанцу који је дошао до регрутне базе тврдећи да је Харада Саносуке и да има жељу да се пријави као испомоћ јапанској царској војсци у првом кинеско-јапанском рату. Ова вест објављена је у новинама 1965, али је информација и даље неоснована.

## Харада у популарној култури
Као и сви већи припадници Шинсенгумија и Харада Саносуке је велика инспирација писцима, цртачима и режисерима. Харада се приказује у безброј медија, што у фиктивном тако и у историјском аспекту приче. 
- Харада се помиње у романима Шибе Рјотароа Moeyo Ken и Shinsengumi Keppuroku.
- У годишњим тајга драмама које државна телевизија Јапана сваке године снима о својим познатим историјским личностима и догађајима, Харада се појављује у серији „Шинсенгуми!“ где га игра Јамамото Таро.
- Харада је инспирација за мноштво аниме и манга серијала који прате период меиџи обнове између осталог и: „Peacemaker Kurogane“, „Kaze Hikaru“, „Hakodate Youjin Buraichou Himegami“, „Getsumei Seiki“, „Bakumatsu Renka Shinsengumi“, „Hakuouki Shinsengumi Kitan“, „Rurouni Kenshin“[14] и др.